# Wahdat al-wujud
La notion de Wahdat al-wujud ou Unicité de l'Être (waḥda al-wujūd, وحدة الوجود en arabe) est, dans le soufisme, l'affirmation qu'il n'y a que Dieu qui est (« Al hayyou-l-Quayyoum »), c'est-à-dire qui est par Lui-même, sans antécédent, de manière absolue. La création, quant à elle, est qualifiée de Mujud, c'est-à-dire qu'elle n'est que par la volonté de l'Être suprême.

## Hypothèse philosophique
Souâd Ayada, dans son ouvrage L'islam des théophanies, soutient que la wahdat al-wujud est une « hypothèse philosophique rendue nécessaire par l'impossibilité de concevoir la moindre existence en dehors de l'existence absolue ». Elle veut montrer que cette hypothèse n'est ni un monisme, ni un panthéisme arabe, parce qu'elle ne supprime pas en réalité la « pluralité irréductible des existants ».
Louis Massignon, relève Ayada, s'est intéressé de près à cette notion chez Ibn Arabi. Il la qualifie de « monisme existentiel ». Il lui oppose cependant l'anti-philosophie de Mansur al-Hallaj. Son argument est que la wahdat al-wujud est une tentative d'abolir ce qui sépare la créature de son Créateur, rejoignant en fait une forme de panthéisme. Chez Hallaj au contraire, « nulle trace de platonisme, nulle survivance de schèmes émanatistes d'inspiration néoplatonicienne » selon Massignon.

## Histoire de la notion

### Origine
L'un des dogmes fondamentaux de l'islam est le Tawhid, le dogme du Dieu unique ou monothéisme (Coran 59, 22 par exemple). La réflexion sur cette idée d'unité a mené certains théologiens à l'interpréter en termes d'unicité de l'être.
La notion de l'unicité de l'Être a été abordée un demi-siècle avant Ibn Arabi par Al-Ghazâlî, dans son ouvrage Michkat Al-anwar, traduit par Roger Deladrière sous le titre Le Tabernacle des lumières. Cette notion a été systématisée par Sadr al-Dîn al-Qûnawî, selon l'enseignement de son maître et beau-père Ibn Arabi.
Awahad al-dîn Balyânî, au XIIIe siècle, a écrit une épître sur l'Unicité absolue qui fut un temps attribuée à Ibn Arabi. Elle a été traduite par Ivan Aguéli en 1911, puis par Michel Chodkiewicz qui a montré que le soufi andalou n'en était pas l'auteur, dans son édition du texte en 1982.
La doctrine de l'unicité de l'être est d'inspiration néoplatonicienne, et est une interprétation islamique de la doctrine de l'Un, selon Ian Richard Netton, spécialiste de philosophie islamique. Ce dernier affirme que les vues des néoplatoniciens musulmans (Al-Kindi, Al-Fârâbî, Ibn Sina) « are later developed (or metamorphosed) by later thinkers into an emanative hierarchy of lights, as with Shihab al-Din al-Suhrawardi, or the doctrine of the Unity of Being espoused by Ibn al-'Arabi ».
L'un de ses adversaires a été Ibn Taymiyya[réf. nécessaire].

### Successeurs tardifs
Au XVIIe siècle, Molla Sadra Shirazi approfondit la notion et la réinterprète.
Ahmad ibn Ajiba, auteur du XVIIIe siècle, est l'auteur de Deux traités sur l'Unicité de l'existence.

#### Traités anciens
- Ahmad ibn Ajiba, Deux traités sur l'Unicité de l'existence, Al Quobba Zarqua, 1998, trad. Jean-Louis Michon, préface de Claude Addas.
- Al-Ghazâlî, Le Livre de l'Unicité divine et de la remise confiante en Dieu [« Kitâb at-tawhîd wa-ttawakkul »], Paris, Albouraq, coll. « Revivification des sciences de la religion », 2004, 198 p. (ISBN 978-2-84161-195-9).
- Ibn Arabi (trad. Titus Burckhardt, préf. Jean Herbert), La Sagesse des Prophètes [« Fusûs al-hikam »], Paris, Albin Michel, coll. « Spiritualités vivantes », 2008 (1re éd. 1974), 245 p. (ISBN 978-2-226-17295-2).
- Awahad al-dîn Balyânî, Épître sur l'Unicité absolue, Paris, Les Deux océans, 1982, prés. et trad. Michel Chodkiewicz  (ISBN 978-2866810047).

#### Études
- Toshihiko Izutsu, Unicité de l'existence et création perpétuelle en mystique islamique, Paris, Les Deux Océans, 1980, 150 p.  (ISBN 978-2866810979).
- Souâd Ayada, L'islam des théophanies : Une religion à l'épreuve de l'art, Paris, CNRS, 2016, 368 p. (ISBN 978-2-271-06986-3).
- Florian Besson, « Ibn Arabî », sur Les Clés du Moyen-Orient, 1er avril 2013 (consulté le 29 mars 2017).
- Mohammad-Javad Mohammadi, « La question de l'unicité de l'être », sur La Revue de Téhéran, octobre 2008 (consulté le 29 mars 2017).
- (en) Ian Richard Netton, « Neoplatonism in Islamic philosophy », sur www.muslimphilosophy.com, 1998 (consulté le 3 septembre 2016).